# Hans Spada
Hans Spada (* 25. Dezember 1944 in Wien) ist ein österreichischer Psychologe.

## Leben
Nach der Promotion (Grundlagenforschung zur Intelligenzdiagnostik. Theoretische und experimentelle Ergebnisse zur Anwendbarkeit stochastischer Meßmodelle bei der Konstruktion homogener Intelligenztests) 1966 an der Universität Wien, wirkte er an dieser von 1969 bis 1973 als Assistenzprofessor. Anschließend war er Vizedirektor des Fachbereichs Erziehungswissenschaft am Institut für naturwissenschaftlichen Unterricht an der Christian-Albrechts-Universität zu Kiel (1973–1980) und schließlich ordentlicher Professor für Psychologie an der Albert-Ludwigs-Universität Freiburg, Fachbereich Kognition, Emotion, Kommunikation (1980–2013). 2017 erhielt er das Verdienstkreuz 1. Klasse des Verdienstordens der Bundesrepublik Deutschland.
Ab 1995 war er ordentliches Mitglied der Academia Europaea.

## Schriften (Auswahl)
- mit Gerhard H. Fischer: Die psychometrischen Grundlagen des Rorschachtests und der Holtzman-Inkblot-Technique. Bern 1973, ISBN 3-456-30570-2.
- Modelle des Denkens und Lernens. Ihre Theorie, empirische Untersuchung und Anwendung in der Unterrichtsforschung. Bern 1976, ISBN 3-456-80187-4.
- mit Andrea Bender und Stefan Seitz: Verantwortungszuschreibung und Ärger. Emotionale Situationsbewertung (appraisal) in polynesischen und „westlichen“ Kulturen. Saarbrücken 2004.
- als Herausgeber mit Andrea Kiesel: Lehrbuch Allgemeine Psychologie. Huber, Bern 1990; Neuauflage 2018, ISBN 3-456-85606-7.